# Журавлёв, Дмитрий Власович
Дми́трий Вла́сович Журавлёв (27 октября 1933, Ленинград — 8 июня 2019, Великий Новгород) — советский и российский живописец; народный художник России (2000).

## Биография
Родился в крестьянской семье, переехавшей в годы коллективизации в Ленинград; отец его работал на паркетной фабрике. Увлёкся рисованием в 6 лет, находясь в больнице после автомобильной аварии.
Пережил блокаду Ленинграда, там же в 1942 году пошёл в школу, одновременно занимался рисованием в Доме пионеров у Финляндского вокзала. С 1947 года учился в средней художественной школе при Академии художеств СССР, которую окончил в 1953 году с золотой медалью. В 1959 году окончил живописный факультет Института им. И. Е. Репина Академии художеств (мастерская профессора И. А. Серебряного).
С 1959 года жил и работал в Новгороде. В 1962 году создал областное отделение Союза художников РСФСР и возглавлял его в течение 15 лет (с 1968).
Преподавал живопись, рисунок и композицию в Новгородском государственном университете имени Ярослава Мудрого, профессор кафедры изобразительных искусств.
Скончался в Великом Новгороде 8 июня 2019 года в возрасте 85 лет. Похоронен на Рождественском кладбище в Великом Новгороде . 

### Семья
Жена — Лариса Петровна Новикова (15.1.1930 — 1998) — заслуженный художник РСФСР, член Союза художников России.

## Творчество
Выставлял живописные и акварельные работы как в России, так и за рубежом.
Среди живописных работ особенно отмечались «Оплакивание» (1992), «Сотворение храма» (1995), «Новгород Великий. Гроза надвигается» (1997).
Его произведения находятся в музеях Новгорода, Москвы, Санкт-Петербурга, Вологды, Петрозаводска, Тюмени, Алтайского края, Краснодарского края, Черновцов, а также в частных коллекциях в Турции, Шотландии, Финляндии, Англии, Германии, Австрии, Норвегии, Италии, России.

### Выставки
персональные
17 персональных выставок в России, Англии, Норвегии, в том числе:
- 2013 — «В поисках истины. К 80-летию Народного художника России Д. В. Журавлева» (Музей изобразительных искусств Новгородского музея-заповедника)[2]
- 2013 — «В Новом времени» (Музей художественной культуры земли Новгородской — Десятинный монастырь)[2].

участие в выставках
- с 1962 — зональные, республиканские, областные и городские выставки
- 1995—1999 — выставки в областном Центре художественного творчества
- 2000 — «Живопись Новгородских художников» (к открытию XI фестиваля искусств им. А. К. Лядова, Боровичи)
- 2000 — «Мы не забудем эти имена …» (к 55-летию Победы в Великой Отечественной войне, Областной Центр художественного творчества, В.Новгород)
- 2000 — «Союз городов» (Центр художественного творчества, В.Новгород)
- 2002 — Областная выставка Новгородского отделения Союза художников России (Новгородский государственный музей-заповедник)
- за рубежом: Чехословакия (1976, 1983), Венгрия (1978), Индия (1982), Финляндия (1982), Австрия (1985), Болгария (1985), Польша (1987), Швеция (1992), Шотландия (1992, 1994), США (1993), Норвегия (1994).

## Награды
- диплом Академии художеств (1981)[4]
- Заслуженный художник РСФСР (1981)[3]
- серебряная медаль Российской Академии художеств (2000) — за создание живописных произведений «Оплакивание (Пьета)», «Сотворение храма», «Новгород Великий», «Гроза надвигается»[6]
- Народный художник России (2000)[7]
- международная премия имени Аркадия Пластова (2015)[8]
- дипломы Министерства культуры России, Российского Союза художников[4].